# Parc naturel de Valderejo
Le parc naturel de Valderejo est un parc naturel d'Espagne situé dans la province d'Alava au Pays basque.
Une partie de ce parc se trouve le nord-est de la province de Burgos, bien que cette partie burgalaise (gentilé de Burgos) soit petite et n'est pas déclarée "parc naturel" par la communauté autonome Castille et León. L'accès au parc s'effectue depuis le plateau où se trouve le Centre d'Interprétation du Parc Naturel de Valderejo ou depuis la localité de Herrán.
Au nord du parc naturel se trouve le bassin de la rivière Purón, avec une vaste vallée dans la zone alavaise dont l'isolement et la faible population a permis une excellente conservation de son patrimoine naturel en flore et faune. Un peu plus au sud de la localité de Ribera, (aujourd'hui abandonnée), la rivière s'encaisse vers le sud dans le canyon ou défilé de la rivière Purón, le bijou du parc naturel, qui aboutit sur la vallée de l'Èbre, fleuve où elle afflue finalement après 8 km.

## Géologie

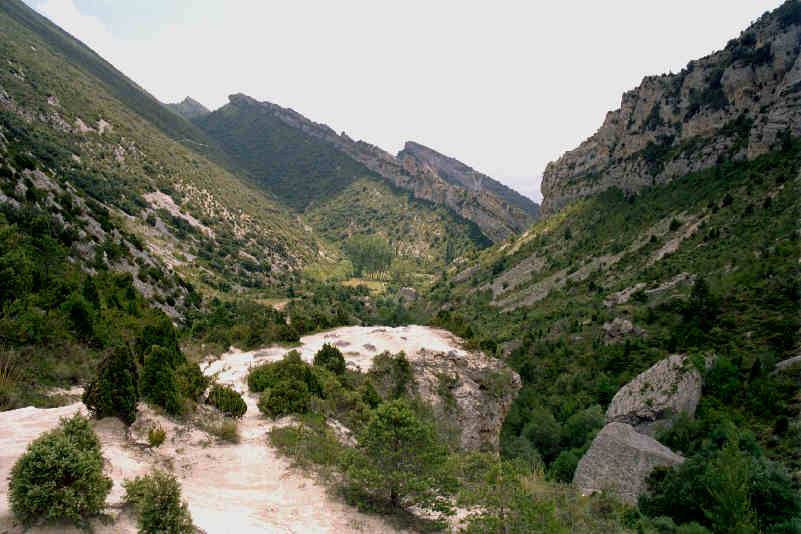
Défilé dans sa partie intermédiaire, où on distingue comment la rivière a érodé la couche intermédiaire entre les deux couches calcaires qui forment les parois.

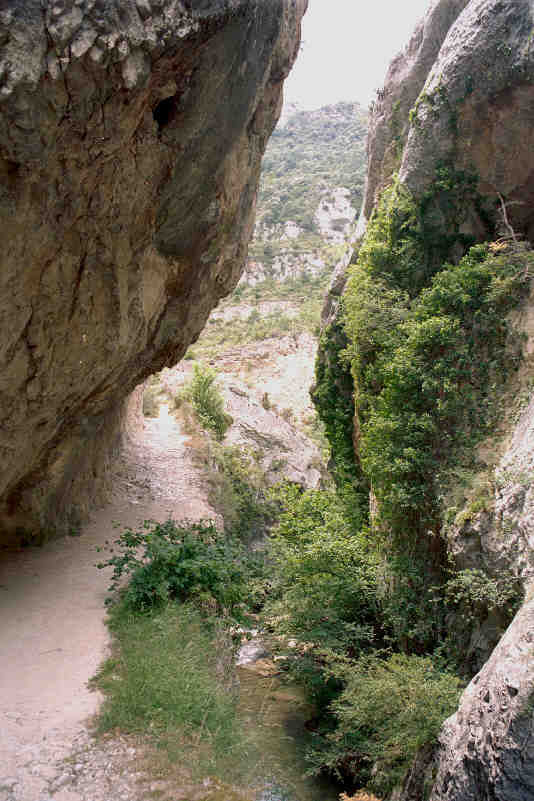
Défilé du río Purón.

Le défilé de la rivière Purón est un échantillon parfaitement visible de l'action karstique de l'eau sur la roche calcaire. Le bassin alavais était à l'origine enfermé par les montagnes environnantes, mais la paroi sud, (la plus haute de toutes avec 600 mètres sur le fond de la vallée), était constituée de roches calcaires et l'eau les a dissoutes, formant des rivières souterraines, dont l'effondrement et l'érosion ont donné lieu au défilé actuel. On peut apprécier comment cette paroi sud est un anticlinal de deux couches de roche calcaire séparées par une couche moins dure (grès), de sorte que le défilé est plus étroit en traversant les deux couches de roche, tandis qu'au milieu s'ouvre une petite vallée, la rivière ayant vidé la couche intermédiaire.

## Faune et flore
La végétation très bien conservée, dont il faut souligner parmi les arbres le pin sylvestre, le hêtre, le chêne, le chêne faginé et d'autres comme le saule et le noisetier.
Parmi la faune du parc, peu impressionnée par la présence humaine, on rencontre plus de deux cents espèces animales dont les écureuils, le lynx des montagnes et parfois le loup (Canis lupus). On rencontre également des sangliers (Sus scrofa), chevreuils (Capreolus capreolus). 
Chez les oiseaux l'autour, le percnoptère et le vautour, la colonie de ces derniers étant la plus importante d'Euskadi. Également des craves à bec rouge (Pyrrhocorax pyrrhocorax), accenteur alpin (Prunella collaris), aigle royal (Aquila chrysaetos).

## Histoire

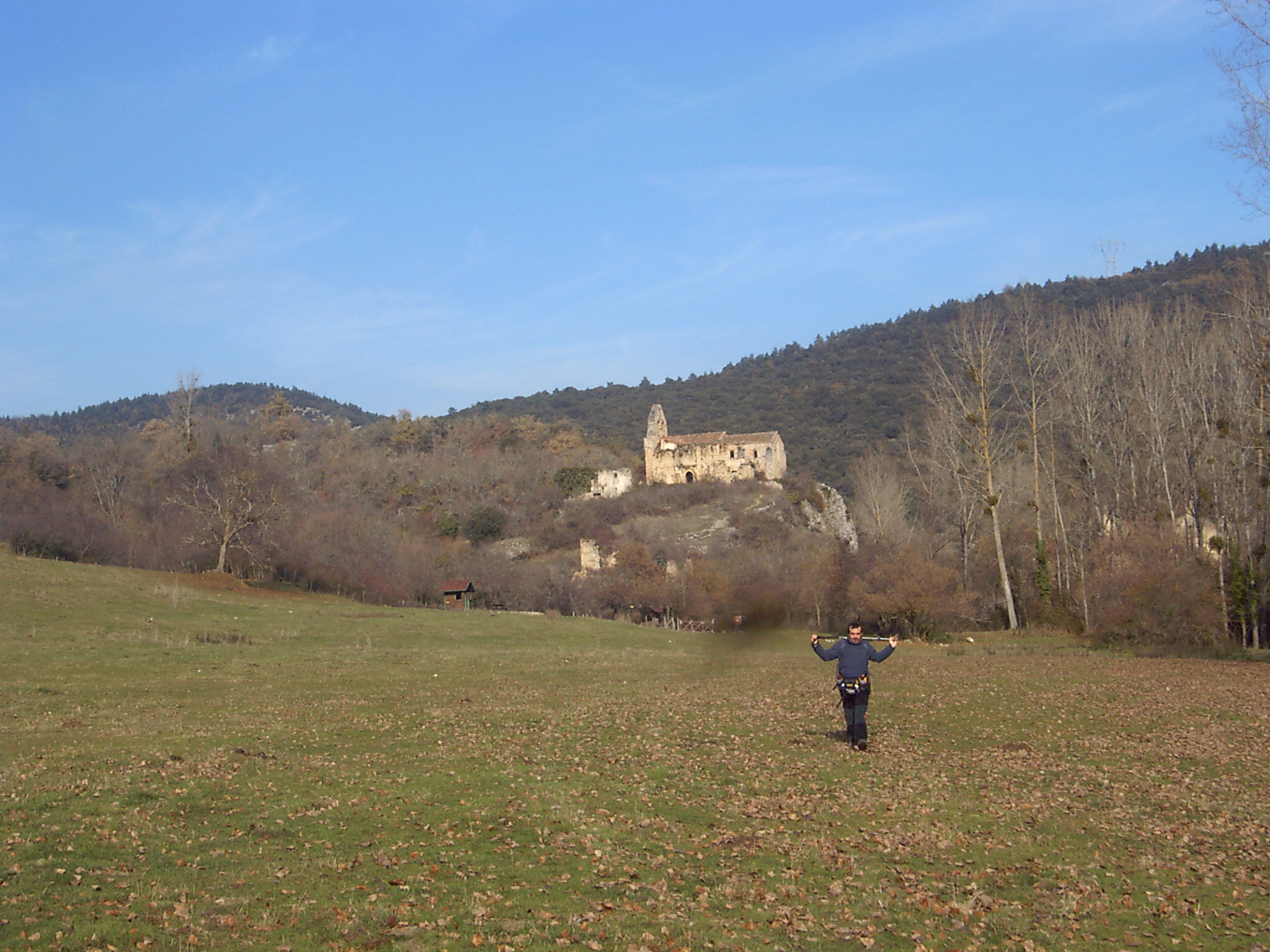
Le village abandonné de Ribera dans le parc de Valderejo

Par ce défilé passe une importante voie romaine, voie de communication entre le plateau castillan et le nord de la péninsule Ibérique, qui venait depuis Frias (Burgos) (où elle traversait l'Èbre) et continuait vers le col d'Orduña.

### Sources
- (es)/(eu) Cet article est partiellement ou en totalité issu des articles intitulés en espagnol « Parque natural de Valderejo » (voir la liste des auteurs) et en basque « Valderejoko natura parkea » (voir la liste des auteurs).